# Bistum Mtwara
Das Bistum Mtwara (lat.: Dioecesis Mtuarana) ist eine in Tansania gelegene römisch-katholische Diözese mit Sitz in Mtwara.

## Geschichte
Das Bistum Mtwara wurde am 22. Dezember 1931 durch Papst Pius XI. mit der Apostolischen Konstitution In Tanganikensi Africae aus Gebietsabtretungen des Bistums Lindi als Territorialabtei Ndanda errichtet. Die Territorialabtei Ndanda gab am 5. August 1963 Teile ihres Territoriums an das Bistum Nachingwea ab. Am 18. Dezember 1972 wurde die Territorialabtei Ndanda durch Papst Paul VI. mit der Apostolischen Konstitution Cum omnibus zum Bistum erhoben und in Bistum Mtwara umbenannt. Es wurde dem Erzbistum Daressalam als Suffraganbistum unterstellt. Am 18. November 1987 wurde das Bistum Mtwara dem Erzbistum Songea als Suffraganbistum unterstellt.

## Ordinarien

### Äbte von Ndanda
- Joachim Ammann OSB, 1932–1948
- Viktor Hälg OSB, 1949–1972

### Bischöfe von Mtwara
- Anton Victor Hälg OSB, 1972–1973
- Maurus Libaba, 1972–1986, dann Bischof von Lindi
- Gabriel Mmole, 1988–2015
- Titus Joseph Mdoe, seit 2015